# Burst
Burst é uma banda de metalcore da Suécia formada em 1993. Suas músicas tem influências do post-rock. Em 2005 a banda lançou o álbum Origo pelo selo independente estadunidense, Relapse Records.

## Membros
- Linus Jägerskog - vocal
- Jonas Rydberg - guitarra
- Robert Reinholdz - guitarra/vocal
- Jesper Liveröd - baixo/vocal
- Patrik Hultin - bateria

### Ex-Membros
- Niklas Lundgren - guitarra (1993-1997)
- Ronnie Källback - vocal (1993-1996)
- Mats Johansson - guitarra (1997-1999)

## Discografia

### Demo
- Promo 2001(2001)

### EP
- Shadowcaster (1996)
- In Coveting Ways (2002)

### Splits
- Burst/Lash Out Split: Forsaken, Not Forgotten(1998)
- Burst/Burnt by the Sun Split (2003)
- Burst/The Ocean Split (2005)

### Álbuns completos
- Two Faced (1998)
- Conquest : Writhe (2000)
- Prey On Life (2003)
- Origo (2005)
- Lazarus Bird (2008)